# جاي ليفينغستون
جاي ليفينغستون (بالإنجليزية: Jay Livingston)‏ هو موسيقي وكاتب أغاني وملحن أمريكي، ولد في 28 مارس 1915 في بنسيلفانيا في الولايات المتحدة، وتوفي في 17 أكتوبر 2001 في لوس أنجلوس في الولايات المتحدة.

## وصلات خارجية
- جاي ليفينغستون على موقع IMDb (الإنجليزية)
- جاي ليفينغستون على موقع ميوزك برينز (الإنجليزية)
- جاي ليفينغستون على موقع قاعدة بيانات برودواي على الإنترنت (الإنجليزية)
- جاي ليفينغستون على موقع إن إن دي بي (الإنجليزية)
- جاي ليفينغستون على موقع أول ميوزيك (الإنجليزية)
- جاي ليفينغستون على موقع ديسكوغز (الإنجليزية)
- جاي ليفينغستون على موقع قاعدة بيانات الفيلم (الإنجليزية)